# Dekanat warszawsko-łódzki (greckokatolicki)
Dekanat warszawsko-łódzki (protoprezbiterat warszawsko-łódzki) – dekanat (protoprezbiterat) archieparchii przemysko-warszawskiej, utworzony dekretem metropolity przemysko-warszawskiego Eugeniusza Popowicza nr 74/I/2021 z dnia 30 stycznia 2021 r. Decyzja wynikała z konieczności zmian terytorialnych w diecezji, w związku z utworzeniem eparchii olsztyńsko-gdańskiej przez papieża Franciszka. Dekanat składa się z 8 parafii Kościoła greckokatolickiego w Polsce, a na jego terenie działają ośrodki duszpasterskie Ukraińskiego Kościoła Greckokatolickiego oraz jedno duszpasterstwo Białoruskiego Kościoła Greckokatolickiego. Zaczął funkcjonować 15 lutego 2021 r.

## Parafie
- parafia bł. Mikołaja Czarneckiego w Warszawie, ul. Domaniewska 20 (korzysta z kaplicy przy parafii rzymskokatolickiej pw. NMP Matki Kościoła w Warszawie[2][3])
- parafia Zaśnięcia Najświętszej Marii Panny w Warszawie, ul. Miodowa 16
- parafia Zwiastowania Najświętszej Marii Panny w Warszawie, ul. Myśliborska 100[4]
- parafia Opieki Najświętszej Marii Panny w Warszawie, al. Stanów Zjednoczonych 55[5]
- parafia Ofiarowania Pańskiego w Łodzi, ul. Sienkiewicza 60
- parafia św. Jozafata Kuncewicza w Piasecznie, ul. Bacha 26b/407
- parafia św. Piotra i Pawła w Pruszkowie, ul. Helenowska 3
- parafia Narodzenia Najświętszej Maryi Panny w Ząbkach, ul. Powstańców 30